# خبز الملة
خبز الملة، أكلة شعبية تقليدية وموروث ثقافي اشتهر بها أهل الطائف بالمملكة العربية السعودية، كما أن لها امتداد تاريخي طويل إذ ذُكر بأنها أول طعام استخدمت البشرية النار لطهيه. تُصنف كذلك كوجبة صحراوية لدى أهل البادية منذ القدم، لسهولة صُنعها

## التسمية
سُميت بخبز الملَّة نسبةً لطريقة صُنعها، إذ يُقصد بالملَّة بفتح حرف اللام وشدّه: التراب أو الرماد الذي لا يزال محتفظًا بالحرارة بعد أن إطفاء النار أو الجمر، حيث يُستخدم للخَبز.

## تاريخه
بمكوناته البسيطة وطريقة صُنعه، يُعد خبز الملَّة أول طعامٍ اُستخدمت النار ورمادها في خَبزه. منذ العصر الجاهلي وصدر الإسلام، وذُكر في قصائد الشعراء، من بينهم الشاعر الحطيئة جرول بن أوس بن مالك العبسي، في بيتٍ من قصيدته:
كما أنه أكلة شعبية تقليدية اشتهرت في مدينة الطائف بالسعودية.